# N.E. Thing Co.
N.E. Thing Co. byl kanadský umělecký kolektiv produkující díla od roku 1967 do roku 1978. Společnost N.E. Thing Co. měla sídlo ve Vancouveru v Britské Kolumbii a řídili ji spoluprezidenti Iain a Ingrid Baxterovi.
Členové N.E. Thing Co. byli hlavními postavami během vzniku konceptuálního uměleckého hnutí v Kanadě na konci šedesátých let, přičemž využívali firemní strategie k vytvoření a rámování své umělecké praxe.

## Dějiny
Společnost N.E. Thing Co. založili v roce 1966 Iain a Ingrid Baxterovi, jako koncepční prostředek, který pohlížel na umělecký svět jako na „paralelní [až] konzumní kulturu“. N.E. Thing Co. byla založena podle zákona o společnostech v roce 1969. Společnost N.E. Thing Co., která se zaměřovala na interdisciplinární praxi a využívala fotografii, site-specific performance a instalace, je považována za „klíčový katalyzátor a vliv na vancouverský fotokonceptualismus“ a je považována za předchůdce Vancouverské školy. N.E. Thing Co. vytvořila některá z prvních fotografických konceptuálních děl, aby ukázala tendenci využití fotografie k dokumentaci „myšlenkových děl a jejich stránek, jako jazykových her a tematických inventářů a jako reflexivní zkoumání sociální a architektonické krajiny“. N.E. Thing Co. se rozpadla v roce 1978, když Iain a Ingrid ukončili svůj vztah.